# 克里比奇
克里比奇（德語：Kriebitzsch）是德国图林根州的市镇，隶属于阿尔滕堡地区县。总面积为13.29平方千米，截至2023年12月31日总人口为1,001人。

## 图库

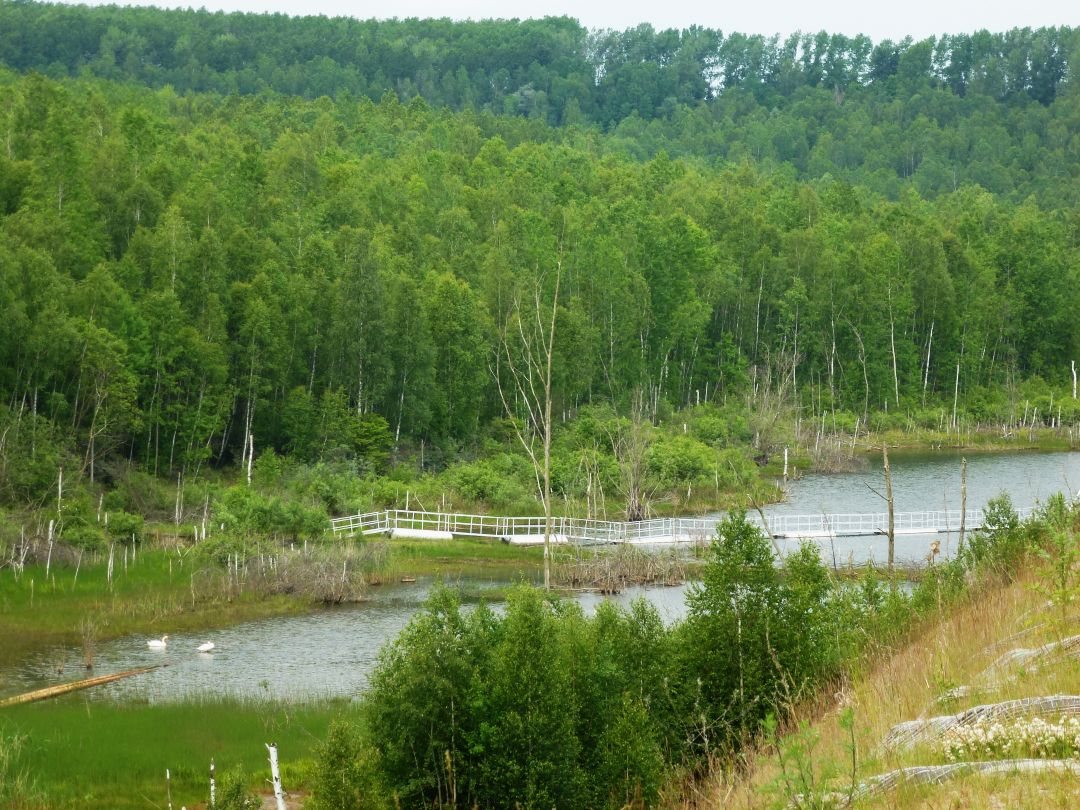
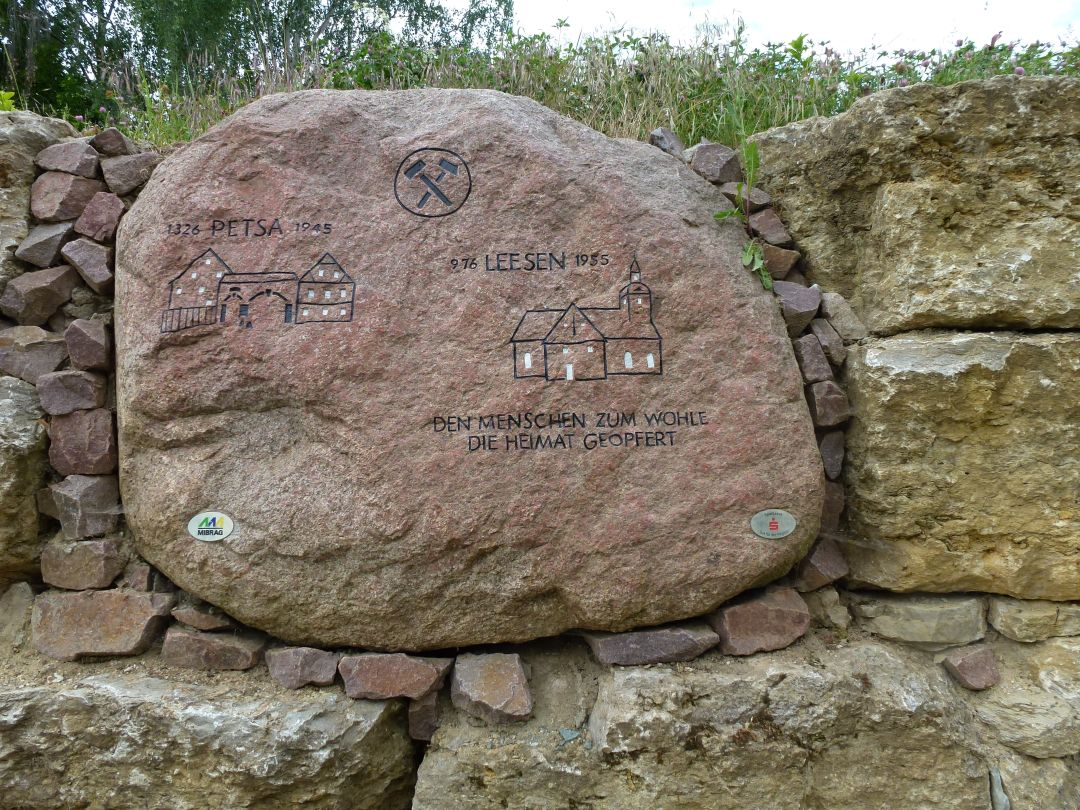
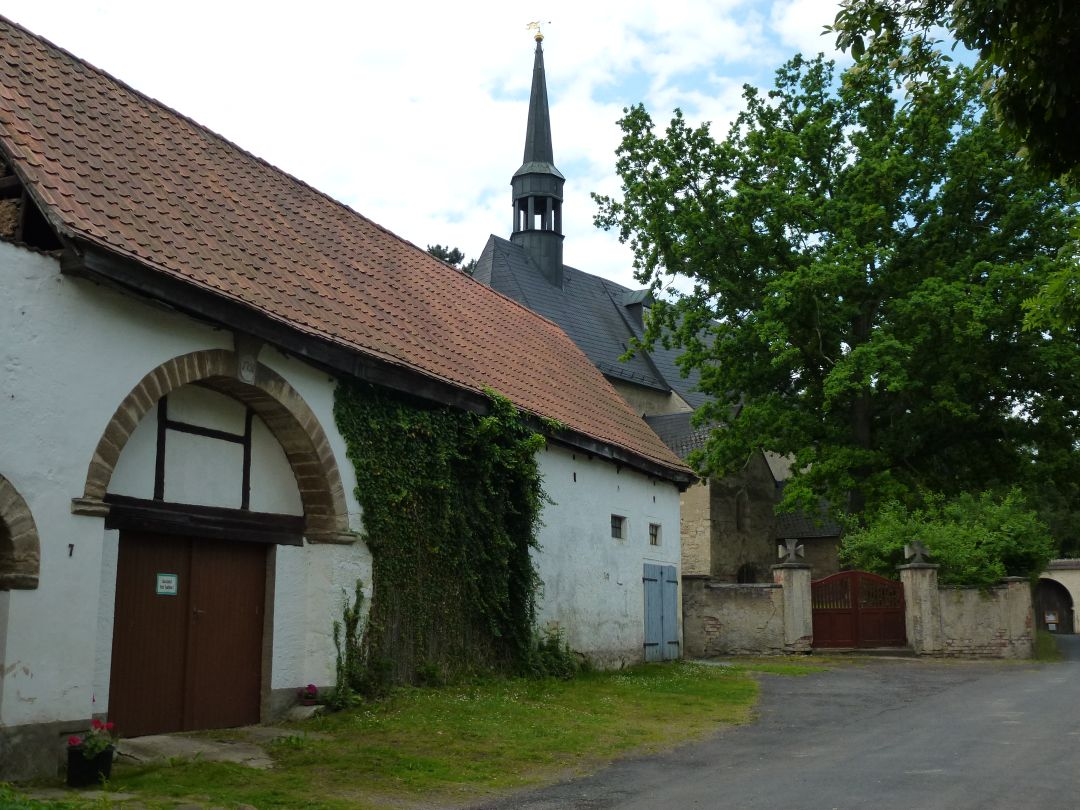